# Hoàng đàn mốc
Hoàng đàn mốc hay còn gọi tùng mốc (danh pháp khoa học: Cupressus duclouxiana) là một loài thực vật hạt trần trong họ Cupressaceae. Loài này được Hickel mô tả khoa học đầu tiên năm 1914.